# Porte des Moulins (Langres)
La porte des Moulins est une porte de ville située dans la commune française de Langres, en Haute-Marne.

## Situation
Elle se situe au sud de l'enceinte urbaine, devant la place des États-Unis, au bout de l'avenue Turenne. La porte est la principale porte d'entrée de la ville fortifiée.

## Origine du nom
Auparavant, des moulins existaient hors des fortifications, ils donnèrent leurs noms au monument et aussi à la place Bel air (en référence au vent soufflant sur les moulins).

## Histoire
La porte des anciens remparts dite Porte des Moulins est classée au titre des monuments historiques par arrêté du 23 juin 1924.
Le siècle de la principale campagne de construction est le XVIIe siècle. Construite entre 1642 et 1647, elle est modifiée par un Génie militaire en 1855 avec la suppression des ponts-levis et le changement des accès en deux portes charnières.

## Description
Elle dispose d'un décor guerrier, avec en ornement des trophées d'armes, casques empanachés et ennemis enchaînés.
C'est un monument à la gloire de la royauté, bordé de bâtiments du XVIIe siècle et du XVIIIe siècle. Les armoiries du souverain se situent au milieu du fronton tenues par une sorte d'arc de triomphe. À  sa création, deux accès piétons étaient encadrés par une porte charretière.

## Galerie

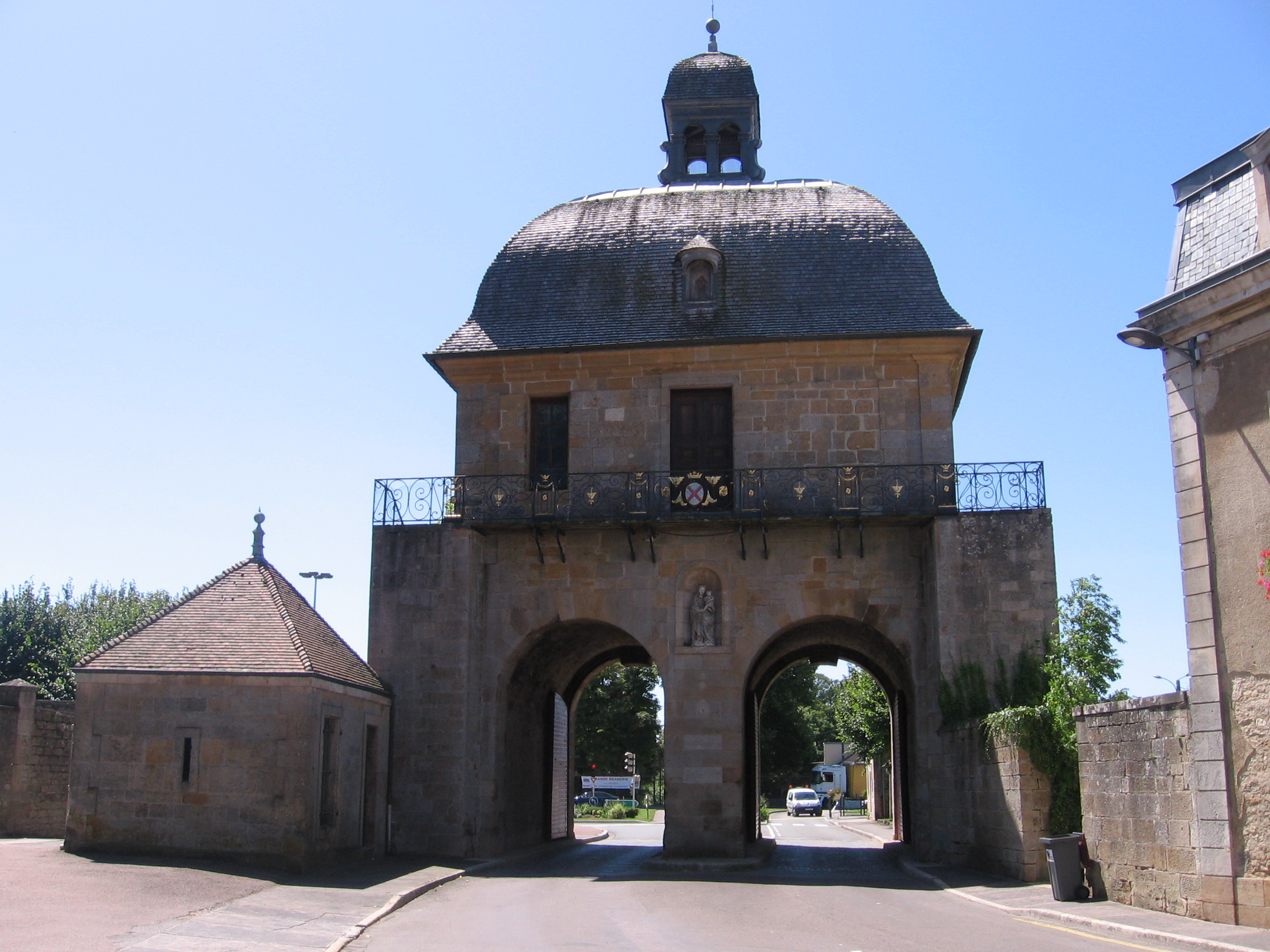
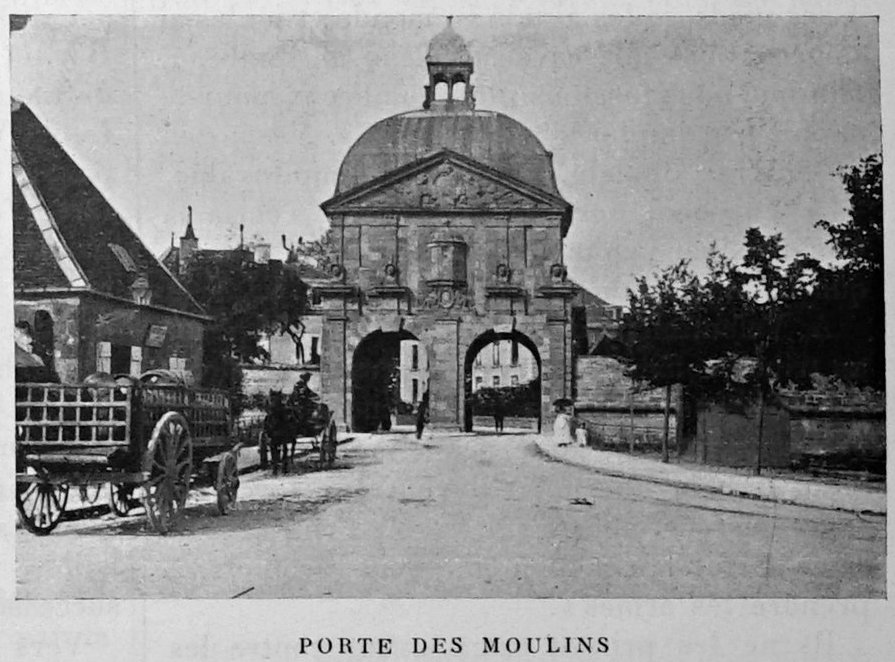
La porte en 1901, publié dans le Bulletin de l'œuvre des voyages scolaires.
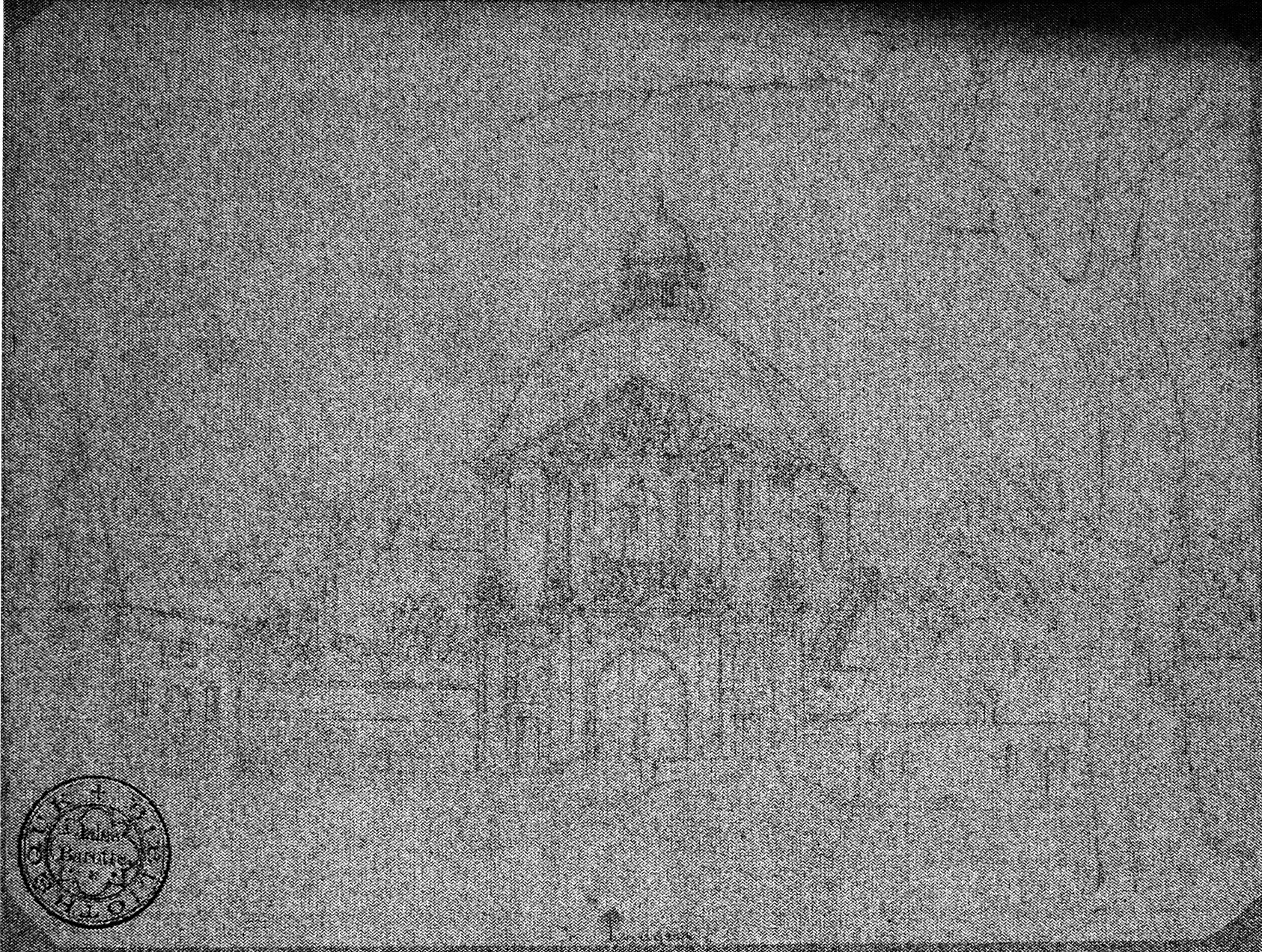
Dessin de François Alexandre Pernot.
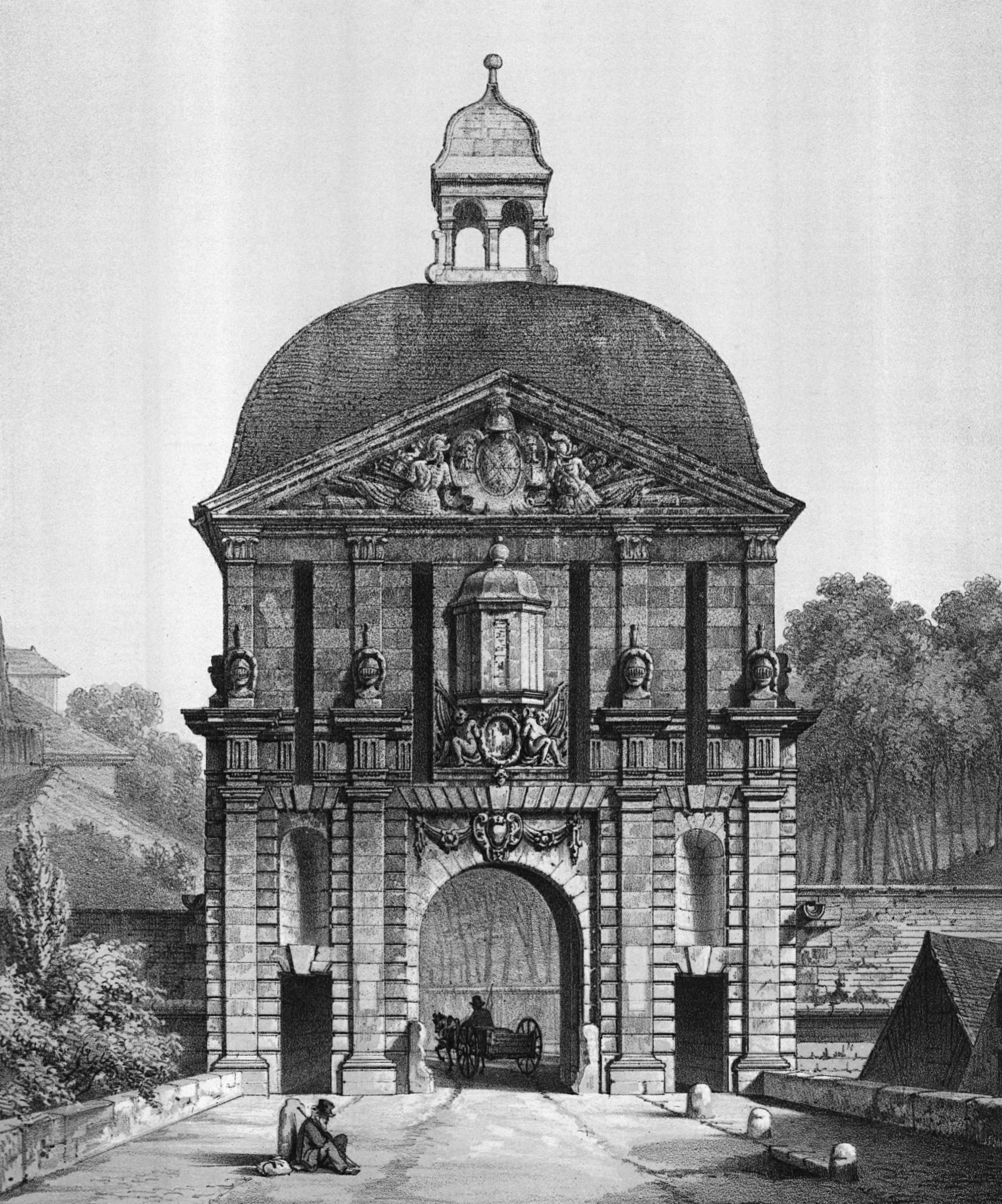
Porte en 1847 - Mémoires de la Société historique et archéologique de Langres.
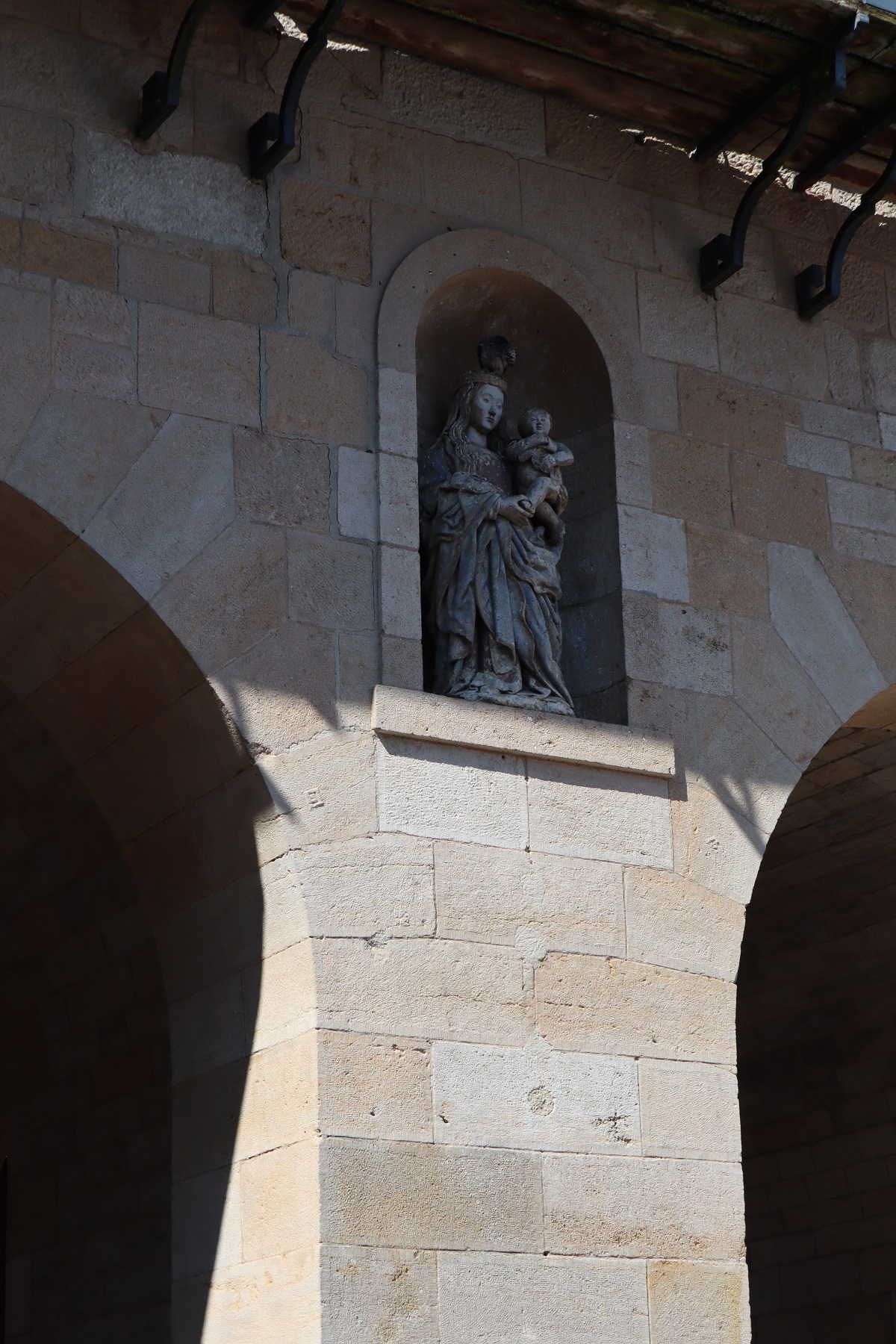